# Селиванов, Игорь Андреевич
Игорь Андреевич Селиванов (16 ноября 1938, Анжеро-Судженск — 13 ноября 2012, Магнитогорск) — советский и российский учёный, доктор технических наук, профессор.
Специалист в области автоматизированных систем металлургического производства. Автор свыше 260 научных работ, а также 35 авторских свидетельств на изобретения и 5 патентов, выданных в Бельгии, Германии, Японии.

## Биография
Родился 16 ноября 1938 года в городе Анжеро-Судженск (на территории современной Кемеровской области).

### Образование
В 1961 году окончил Магнитогорский горно-металлургический институт (МГМИ, ныне Магнитогорский государственный технический университет) по специальности «автоматизация прокатного производства». В 1968 году в Московском энергетическом институте защитил кандидатскую диссертацию на тему «Исследование вентильного электропривода». В 1988 году в этом же вузе защитил докторскую диссертацию на тему «Автоматизированный электропривод непрерывных прокатных станов с многовалковыми калибрами». В 1989 году ему было присвоено ученое звание профессора.

### Деятельность
По окончании МГМИ, с 1961 года, работал в этом же вузе ассистентом, затем руководителем секции «Теоретическая и общая электротехника» (с 1971 года); с 1976 по 2012 год был заведующим кафедрой «Общей и специальной электромеханики» (в 1987 году была переименована в кафедру «Электротехники и промышленной электроники», ныне — кафедра «Электроники и микроэлектроники»). С 1988 года Игорь Андреевич работал деканом энергетического факультета, с 1990 года — проректором по учебной работе, в 1995—2005 годах являлся первым проректором. В последние годы жизни был советником Уральского отделения Российской академии наук.
Результаты исследований учёного и возглавляемой им творческой группы были внедрены на Магнитогорском металлургическом комбинате (ММК) и других крупных металлургических предприятиях страны. В 1988 году он возглавил подготовку и выпуск инженеров по новой для МГМИ специальности «Промышленная электроника». С 1996 года Селиванов возглавлял программу сотрудничества центра АСУ ММК и МГТУ в области модернизации средств телекоммуникаций. В 2003 году под его руководством был открыт диссертационный совет по защитам кандидатских и докторских диссертаций по научной специальности «Электротехнические комплексы и системы». Также под его руководством было защищено более 20 кандидатских и 3 докторских диссертаций.
Также занимался общественной деятельностью — участвовал помощь в создании и работе магнитогорского отделения межрегионального общественного движения «За возрождение отечественной науки» (МагОтд ДЗВОН) и Партнёрства для развития информационного общества в Магнитогорске (ПРИОР-Магнит).
Умер в Магнитогорске 13 ноября 2012 года. Был похоронен на Левобережном кладбище города рядом с женой.

## Награды и звания
- Медаль ордена «За заслуги перед Отечеством» II степени.
- Заслуженный деятель науки Российской Федерации (1998)[9].

В 2014 году на доме, где жил Игорь Андреевич Селиванов, установлена памятная доска.